# Al Baker

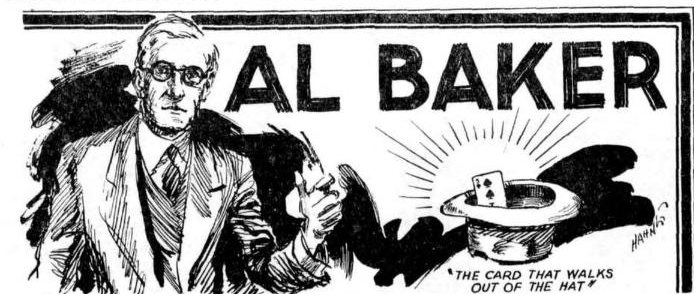
Foto de Al Baker en sus tiempos de ilusionista

Al Baker (Poughkeepsie, Nueva York, 4 de abril de 1874-31 de octubre de 1951) fue un ilusionista estadounidense. Conoció la magia cuando tenía 12 años de edad, cuando su padre le mostró un juego en el que desaparecía un puñado de arroz contenido en un plato mientras lo tapaba con un sombrero. Empezó entonces a aprender magia de libros como La magia del Profesor Hoffmann.
Cuando tenía 17 años asistió al espectáculo de Herrman The Great que en ese momento se encontraba en su ciudad. Luego de ver el acto, decidió que la magia sería su oficio. Durante varios años trabajó en un show ambulante que vendía medicinas, divirtiendo a sus compradores con sus habilidades. Cuando tenía 23 años, empezó a trabajar con un ventrilocuo. Una noche, el ventrílocuo no pudo presentar su acto por haberse emborrachado; Baker lo sustituyó a pesar de no conocer ese arte, obteniendo un buen resultado. Preparó entonces un número propio, y se dedicó a viajar por todo el país con un número cómico que fue aclamado por los magos de su tiempo.
Conseguía darle a cada presentación un toque personal, que hacía que quienes lo veían sentían que el espectáculo había sido preparado específicamente para ellos. Su amabilidad y forma de actuar hacía que personas de todas las edades se divirtieran con su número. Tenía una temporización perfecta en sus presentaciones, aplicando distracciones en los momentos justos, consiguiendo, además de una excelente atmósfera de diversión, que sus efectos mágicos fueran perfectos.

## Libros
Al Baker escribió 5 libros a lo largo de su carrera: 
- Al Baker's Book One (1933)
- Al Baker's Book Two (1935)
- Magical Ways & Means (1941)
- Mental Magic (1949)
- Pet Secreto (1951)

Escribió también una cartilla, Cardially Yours, en 1933.